# Arbizzano
Arbizzano (Arbisàn in veneto), noto anche come Arbizzano di Valpolicella, è un paese della Valpolicella e frazione del comune di Negrar di Valpolicella, in provincia di Verona, nel Veneto.

## Geografia fisica
Arbizzano, località situata alle porte della Valpolicella, è una delle frazioni più importanti del comune di Negrar. 
Relativamente alla demografia all'inizio del 2001 superava lo stesso capoluogo, contando 4 274 abitanti contro i 4 233 di Negrar.
La sua estensione territoriale è di circa 6,056 km² in parte collinare e in parte pianeggiante, l'altitudine varia dagli 80 fino ai 407 metri sul livello del mare. Dista circa 8 chilometri da Verona (è attigua alla frazione Parona, da cui dista 2 km) e 4 da Negrar e comprende anche le località Novare, Boscopiano e Montericco. 
Confina con i paesi di Parona e Quinzano, facenti parte del comune di Verona, con Santa Maria compreso sempre nel comune di Negrar e Pedemonte che è frazione del comune di San Pietro in Cariano.

## Etimologia
L'etimologia del nome deriva dal gentilizio latino-romano Albucius, anche se la forma più simile all'attuale è Arbizzanum riportata in un documento del 1171.

## Storia
Il primo insediamento umano, trovato nelle vicinanze dell'attuale paese, risale circa al 1500 a.C., con la scoperta una sorta di villaggio fortificato sul monte Sassine. Sappiamo che in età imperiale Arbizzano fu un vicus romano posseduto da alcune famiglie latifondiste.
Con la caduta dell'Impero romano d'Occidente avvenuta nel 476 d.C., nel territorio sono passate molte popolazione barbare tra cui i Longobardi, anche se pochi sono i resti tangibili di questi passaggi. All'inizio del XIII secolo Arbizzano era un piccolo comune rurale.
Nel 1313 l'imperatore Enrico VII conferì in feudo all'allora podestà di Verona Federico della Scala l'intera contea della Valpolicella. Con la caduta della signoria scaligera il territorio veronese passò per un breve periodo in mano ai Visconti e, in seguito, ai Carraresi, i quali la ottennero dopo una battaglia combattuta anche ad Arbizzano il 22 giugno 1405, che vedeva gli stessi signori della città di Padova contrapposti al Doge della Repubblica di Venezia Michele Steno e il signore di Mantova Francesco Gonzaga. Dopo questa battaglia nel territorio veronese si instaurò il dominio veneziano e la Contea della Valpolicella diventò un Vicariato la cui sede divenne San Pietro in Cariano. Sotto il dominio veneziano si assistette ad un progressivo miglioramento delle condizioni di vita grazie all'introduzione di leggi sostanzialmente tollerabili e all'introduzione della coltura del mais, del gelso e lo sviluppo della sericoltura. Furono avviate attività alternative all'agricoltura come l'estrazione del ferro, attività artigianali e commerciali. Con l'epidemia di peste bubbonica avvenuta nel 1630 perì circa la metà della popolazione di Arbizzano.
Nel 1796 arrivò nel territorio veronese l'esercito del generale Bonaparte. I francesi controllarono la città scaligera fino al 1814 quando il territorio passò in mano austriaca. Il dominio di Vienna cessò nel 1886 in seguito alla terza guerra di indipendenza e Arbizzano, insieme a tutto il Veneto, entrò a far parte del Regno d'Italia.
L'inizio degli anni venti è stato contraddistinto dall'opposizione tra lavoratori di differente orientamento politico, fino ad arrivare alle elezioni del 1924, falsate da brogli e feroci intimidazioni, che videro anche nel comune di Parona (della quale Arbizzano era una frazione), la vittoria del Blocco Nazionale che portò all'inizio della dittatura fascista.
Nel 1927 Arbizzano diventò una frazione del comune di Negrar. Nel 1943 anche Arbizzano fece diretta conoscenza della guerra poiché l'esercito tedesco collocò appena al di fuori del paese una batteria contraerea per contrastare i bombardamenti alleati, che pur avendo come obiettivo il ponte ferroviario di Parona colpirono indistintamente tutto il territorio circostante. Il mattino del 26 aprile 1945 Arbizzano fu liberata dai partigiani, in seguito ad uno scontro a fuoco con i tedeschi avvenuto nella villa Albertini, dove tra l'altro perirono sei partigiani.
Finita la guerra, nel clima creatosi a causa del difficile reinserimento nel mondo del lavoro dei soldati tornati dal fronte, fu fondata la Società Cooperativa di Consumo di Arbizzano, alla cui costruzione contribuirono tutti in maniera trasversale. Riprese anche lentamente la vita economica con la ricostruzione di fabbriche operanti soprattutto nel settore metalmeccanico e calzaturiero. Il clima politico tuttavia si fece subito teso per la contrapposizione tra comunisti e socialisti da un lato ed i sostenitori della Democrazia Cristiana dall'altra.
Il 7 gennaio 1991, all'esterno del cimitero del paese, furono ritrovate delle armi e delle munizioni appartenute alle cellule di Gladio.

## Economia
Per secoli l'unica sorgente di reddito è stata l'agricoltura. Con la costruzione della strada provinciale della Valpolicella, negli anni sessanta del novecento c'è stato un notevole incremento dell'attività edilizia, commerciale ed artigianale che ha letteralmente modificato il territorio.
Come nel resto della Valpolicella prevale la produzione vinicola.

## Monumenti e luoghi d'interesse
- Villa Turco, Zamboni - XVI secolo
- Villa Verità, Sparavieri, Serego Alighieri - XVI secolo
- Villa Mosconi Bertani - XVII secolo
- Villa Albertini - XVII secolo
- Villa Messedaglia - XIX secolo

## Chiesa di Arbizzano

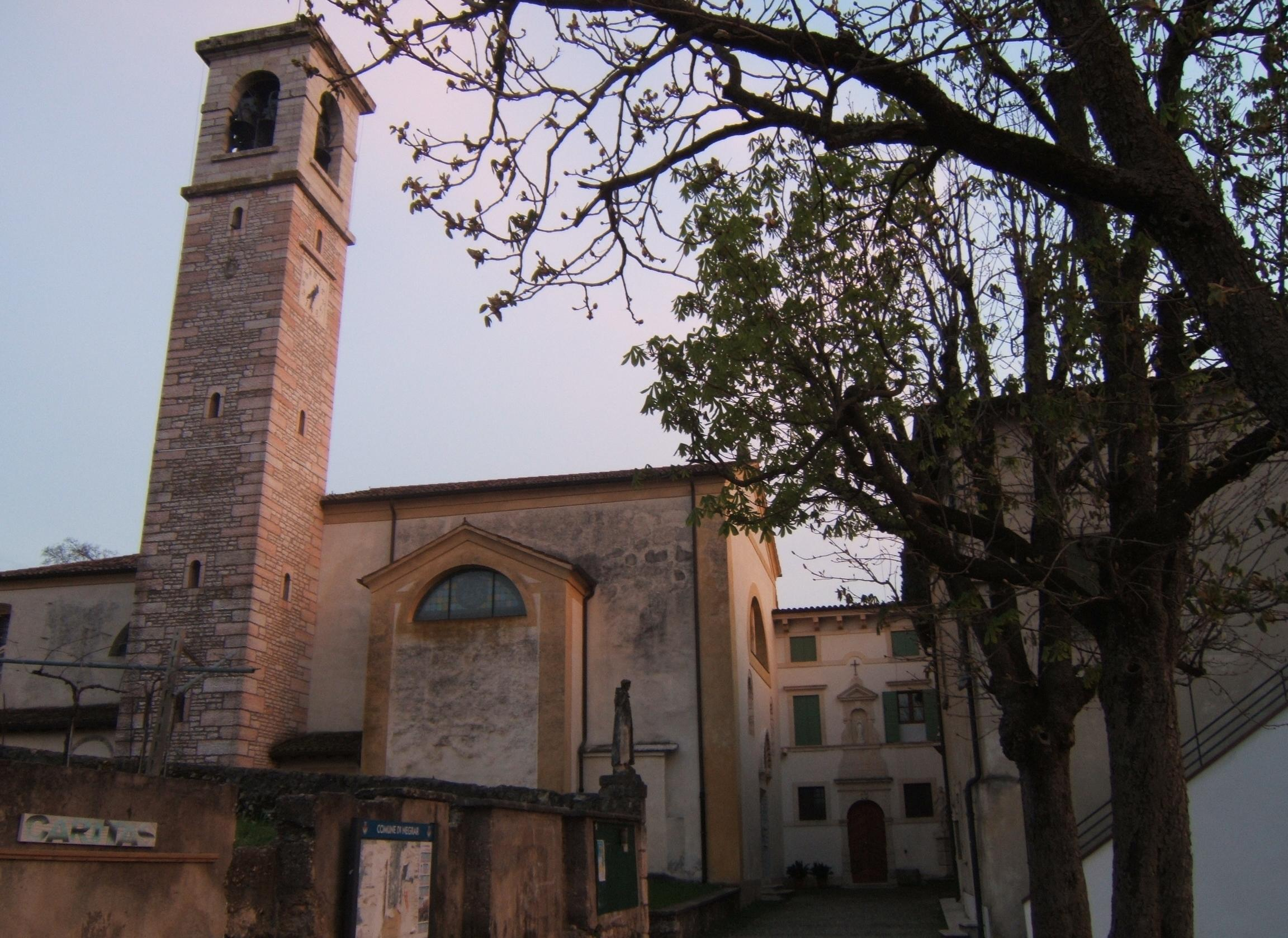
Veduta della chiesa

La chiesa di San Pietro Apostolo è presente ad Arbizzano dal V secolo, anche se quella odierna venne probabilmente costruita nel 1600 circa.

## Geografia antropica

### Frazioni

#### Novare
Elisa gentil,
giorni felici.»
(Ippolito Pindemonte)

##### Geografia fisica
Forma assieme ad Arbizzano una piccola valle nel cui fondo scorre un ruscello che si immette nell'Adige a Parona. Sotto l'aspetto idrologico Novare è caratterizzata da un ampio bacino che alimenta diverse sorgenti carsiche. L'altitudine sul livello del mare va dai 120 ai 350 metri.

##### Storia
Il primo insediamento umano sembra essere un villaggio fortificato sul monte Sassine. Prima dell'arrivo dei romani, gli abitanti della zona erano una popolazione di origine etrusca chiamati Arusnati. Testimonianze della presenza romana sono l'acquedotto e una tomba a cassa di terracotta.
Il primo documento scritto su Novare risale all'anno 838, quando era un villaggio posto nella Val Veriacus, che unita alla Val Provinianensis formava la Val Polesella, termine adottato ufficialmente nel 1177 e volgarizzato in seguito come Valpolicella. All'inizio del XII secolo Novare era sotto il controllo del Conte, contrariamente ad Arbizzano che per metà era soggetta alla giurisdizione del Vescovo. Durante la dominazione scaligera, la Valpolicella dal 1311 al 1325 divenne un territorio indipendente denominato Contea della Valpolicella, amministrata da Federico della Scala. Godette di particolari benefici fiscali come l'esenzione del dazio sul vino, cosa molto importante dato che Novare conosceva già una forte produzione vinicola.
Tra il 1378 e il 1404 ci fu su Verona e sul suo territorio il dominio Visconteo e successivamente, fino al 1805, il territorio fu controllato dalla Repubblica di Venezia. Con l'arrivo della Serenissima la Valpolicella, che aveva dimostrato fedeltà alla città lagunare, venne trasformata in Vicariato e godette così di numerosi benefici.
Tra il Cinque/Seicento iniziò il declino del comune di Novare che non contava più nessun rappresentante nel Consiglio del Vicariato della Valpolicella. Nel 1805, con la fine del Vicariato, Novare entrò a far parte del Distretto di Verona, Cantone di San Pietro in Cariano. Con l'arrivo austriaco nel 1818 Novare fu aggregata al comune di Arbizzano, anche se la situazione mutò nuovamente nel 1827 quando Arbizzano perse il rango di comune in favore di Parona. Il 7 aprile 1927 il comune di Parona venne inglobato da quello di Verona per volere del sindaco della città scaligera Vittorio Raffaldi, anche se il 5 agosto dello stesso anno, dopo l'interesse dell'onorevole Luigi Messedaglia, le frazioni di Arbizzano e Novare vennero staccate da Verona per entrare a far parte del comune di Negrar. Prima dell'avvio della lottizzazione ed edificazione del nuovo quartiere residenziale, il forte calo demografico ha fatto in modo che Novare venisse declassata a semplice località aggregata alla frazione di Arbizzano, perdendo quindi la sua fisionomia territoriale.

##### Etimologia
Risulta molto difficile dare un'etimologia corretta del nome, dato che almeno quattro studiosi hanno dato diverse interpretazioni. Secondo il Messedaglia deriva dal latino novulae; Olivieri sostiene che derivi dall'aggettivo novus o dal nome della pianta napus; per Paronetto il significato può venire da "case nuove" oppure da "terre da poco messe a cultura". Infine Avogaro ritiene che il toponimo Novare derivi dall'aggettivo novo-novale.

##### Vitivinicoltura
Le prime coltivazioni di vite risalgono all'epoca del dominio etrusco. Dall'arrivo dei romani il vino prodotto in Valpolicella, chiamato Retico, venne citato da autori latini quali Catullo, Virgilio, Svetonio e Plinio il Vecchio che nella sua Naturalis Historia ci dice che l'uva Retica era servita spesso alla tavola dell'imperatore Tiberio.
Un documento del 1028 dice che Novare, fin da quella data era coltivata a vigneto. Adesso a Novare nelle cantine di Villa Mosconi viene prodotta una delle qualità di vino che ha reso la Valpolicella celebre in tutto il mondo: l'Amarone della Valpolicella.

##### Ippolito Pindemonte a Novare
Il poeta Ippolito Pindemonte abitò a Villa Mosconi in Novare per circa dieci anni, durante i quali scrisse numerose opere quando era al culmine della sua carriera ed era considerato uno dei più importanti intellettuali italiani del suo tempo. Pindemonte era in contatto con Elisabetta Contarini Mosconi (il cui marito acquistò nel 1796 l'intera tenuta agricola di Novare), con la quale secondo le sue parole aveva tenuto solo rapporti di tenera amicizia. Elisabetta ospitò lo studioso nella sua villa dopo che le truppe francesi gli avevano distrutto la sua casa di Avesa; rimase ospite a Villa Mosconi fino alla morte di Elisabetta avvenuta nel 1807. Durante il soggiorno del letterato la casa di Elisabetta divenne un salotto culturale dove si riunivano diversi intellettuali amici del Pindemonte, il quale per dimostrare la sua riconoscenza scrisse diversi versi riguardanti Elisabetta e Novare.